# Don Barksdale
Donald Argee Barksdale (Oakland (Califórnia), 31 de março de 1923 - 8 de março de 1993) foi um basquetebolista profissional estadunidense. Foi o primeiro afro-americano a representar a Seleção Estadunidense  em Jogos Olímpicos, o primeiro a entrar no "NCAA All American" (que é a seleção dos Melhores da NCAA) e também pioneiro nas escalações do NBA All-Star Game'.

## Biografia
Nascido em Oakland, Barksdale estudou em Berkeley High School mas não conseguiu ingressar na equipe de basquetebol da escola, pois o treinador do time tinha uma cota de atletas negros e essa vaga já estava ocupada por outro jogador. No entanto prosseguiu praticando em parques e quadras públicas e conseguiu jogar na equipe do Marin Junior College onde conseguiu acesso a uma bolsa de estudos na UCLA. Barksdale que era muito atlético não tardou em jogar pela sua faculdade na NCAA e acabou se destacando com seu vigor físico e habilidade técnica chegando a ser selecionado ao NCAA All-American em 1947.
Em 1948 após graduar-se não conseguiu atuar profissionalmente pela restrição que havia nas ligas profissionais, restrição que começou a cair na Temporada 1951-52 com seu ingresso na NBA, neste tempo atuou pelo Oakland Bittners e o Oakland Blue n'Gold Atlas.
Também em 1948, Barksdale embarcou com a Seleção Estadunidense de Basquetebol Masculino rumo aos Jogos Olímpicos de Verão de 1948 em Londres onde como o primeiro negro a representar os Estados Unidos e conquistou a Medalha de Ouro contra a França em 13 de agosto de 1948.
Quando estreou na equipe do Baltimore Bullets em 1 de novembro de 1951 na derrota de 101:97 contra o Rochester Royals, Barksdale iniciava uma carreira de sucesso instantâneo na NBA, mesmo seus companheiros brancos não passando a bola para ele, se destacava a cada jogo sendo escalado para o Jogo das Estrelas e posteriormente se transferindo para o Boston Celtics onde se tornou o primeiro negro da história do clube de Massachusetts.
Em 1955 jogou suas últimas partidas pelo Boston Celtics e acabou abandonando as quadras depois de uma série de contusões. Iniciou carreira no rádio, foi empresário em gravadoras e iniciou instituições filantrópicas.
Em 31 de março de 1993 com 69 anos ele faleceu de câncer.

## Estatísticas na NBA
| Temporada | Equipe            | PR | PT | MP   | AP   | 3P | LL   | RP  | AS  | RoP | TP | Pts |
| --------- | ----------------- | -- | -- | ---- | ---- | -- | ---- | --- | --- | --- | -- | --- |
| 1951-1952 | Baltimore Bullets | 62 |    | 2014 | .338 |    | .691 | 601 | 137 |     |    | 781 |
| 1952-1953 | Baltimore Bullets | 65 |    | 2298 | .387 |    | .641 | 597 | 166 |     |    | 899 |
| 1953-1954 | Boston Celtics    | 63 |    | 1358 | .376 |    | .662 | 345 | 117 |     |    | 461 |
| 1954-1955 | Boston Celtics    | 72 |    | 1790 | .382 |    | .651 | 545 | 129 |     |    | 754 |